# MLB All-Star Game 1972
MLB All-Star Game 1972 – 43. Mecz Gwiazd ligi MLB, który odbył się 25 lipca 1972 roku na Atlanta Stadium w Atlancie. Mecz zakończył się zwycięstwem National League All-Stars 4–3 po 10 inningach. Spotkanie obejrzało 53 107 widzów. Najbardziej wartościowym zawodnikiem został wybrany drugobazowy Joe Morgan z Cincinnati Reds, który zaliczył uderzenie, RBI i skradł bazę.

## Wyjściowe składy
| American League | American League  | American League | American League | National League | National League | National League | National League |
| #               | Zawodnik         | Klub            | Pozycja         | #               | Zawodnik        | Klub            | Pozycja         |
| --------------- | ---------------- | --------------- | --------------- | --------------- | --------------- | --------------- | --------------- |
| 1               | Rod Carew        | Twins           | 2B              | 1               | Joe Morgan      | Reds            | 2B              |
| 2               | Bobby Murcer     | Yankees         | CF              | 2               | Willie Mays     | Mets            | CF              |
| 3               | Reggie Jackson   | Athletics       | RF              | 3               | Hank Aaron      | Braves          | RF              |
| 4               | Dick Allen       | White Sox       | 1B              | 4               | Willie Stargell | Pirates         | LF              |
| 5               | Carl Yastrzemski | Red Sox         | LF              | 5               | Johnny Bench    | Reds            | C               |
| 6               | Bobby Grich      | Orioles         | SS              | 6               | Lee May         | Astros          | 1B              |
| 7               | Brooks Robinson  | Orioles         | 3B              | 7               | Joe Torre       | Cardinals       | 3B              |
| 8               | Bill Freehan     | Tigers          | C               | 8               | Don Kessinger   | Cubs            | SS              |
| 9               | Jim Palmer       | Orioles         | P               | 9               | Bob Gibson      | Cardinals       | P               |

| American League                                                                                | 0 | 0 | 1 | 0 | 0 | 0 | 0 | 2 | 0 | 0 | 3 | 6 | 0 |
| National League                                                                                | 0 | 0 | 0 | 0 | 0 | 2 | 0 | 0 | 1 | 1 | 4 | 8 | 0 |
| WP: Tug McGraw (1–0) LP: Dave McNally (0–1) Home runy: AL: Cookie Rojas (1) NL: Hank Aaron (1) |   |   |   |   |   |   |   |   |   |   |   |   |   |

## Składy
| Miotacze - Steve Blass (1) - Steve Carlton (4) - Clay Carroll (2) - Bob Gibson (9) - Fergie Jenkins (3) - Tug McGraw (1) - Gary Nolan (1) - Tom Seaver (6) - Bill Stoneman (1) - Don Sutton (1) Łapacze - Johnny Bench (5) - Manny Sanguillén (2) - Ted Simmons (1) |  | Wewnątrzpolowi - Glenn Beckert (4) - Nate Colbert (2) - Don Kessinger (5) - Lee May (3) - Joe Morgan (3) - Ron Santo (8) - Chris Speier (1) - Joe Torre (8) Zapolowi - Hank Aaron (22) - Lou Brock (3) - César Cedeño (1) - Roberto Clemente (15) - Willie Mays (23) - Al Oliver (1) - Willie Stargell (5) - Billy Williams (5) |  | Menadżer - Danny Murtaugh Trenerzy - Charlie Fox - Red Schoendienst |

| Miotacze - Joe Coleman (1) - Pat Dobson (1) - Ken Holtzman (1) - Catfish Hunter (4) - Mickey Lolich (3) - Dave McNally (3) - Jim Palmer (3) - Gaylord Perry (3) - Nolan Ryan (1) - Wilbur Wood (2) Łapacze - Carlton Fisk (1) - Bill Freehan (9) - Ellie Rodríguez (2) |  | Wewnątrzpolowi - Dick Allen (5) - Luis Aparicio (13) - Sal Bando (2) - Bert Campaneris (2) - Rod Carew (6) - Norm Cash (5) - Bobby Grich (1) - Toby Harrah (1) - Freddie Patek (1) - Brooks Robinson (16) - Cookie Rojas (3) Zapolowi - Reggie Jackson (3) - Carlos May (2) - Bobby Murcer (2) - Amos Otis (3) - Lou Piniella (1) - Joe Rudi (1) - Richie Scheinblum (1) - Reggie Smith (2) - Carl Yastrzemski (9) |  | Menadżer - Earl Weaver Trenerzy - Bob Lemon - Dick Williams |

- W nawiasie podano liczbę powołań do All-Star Game.